# Johann Franz Thaddäus von Kleimayrn
Johann Franz Thaddäus von Kleimayrn (auch Kleinmayr(n); * 25. September 1733 in Zell am Ziller; † 5. März 1805 in Salzburg) war ein Salzburger Staatsmann und Gelehrter.

## Leben

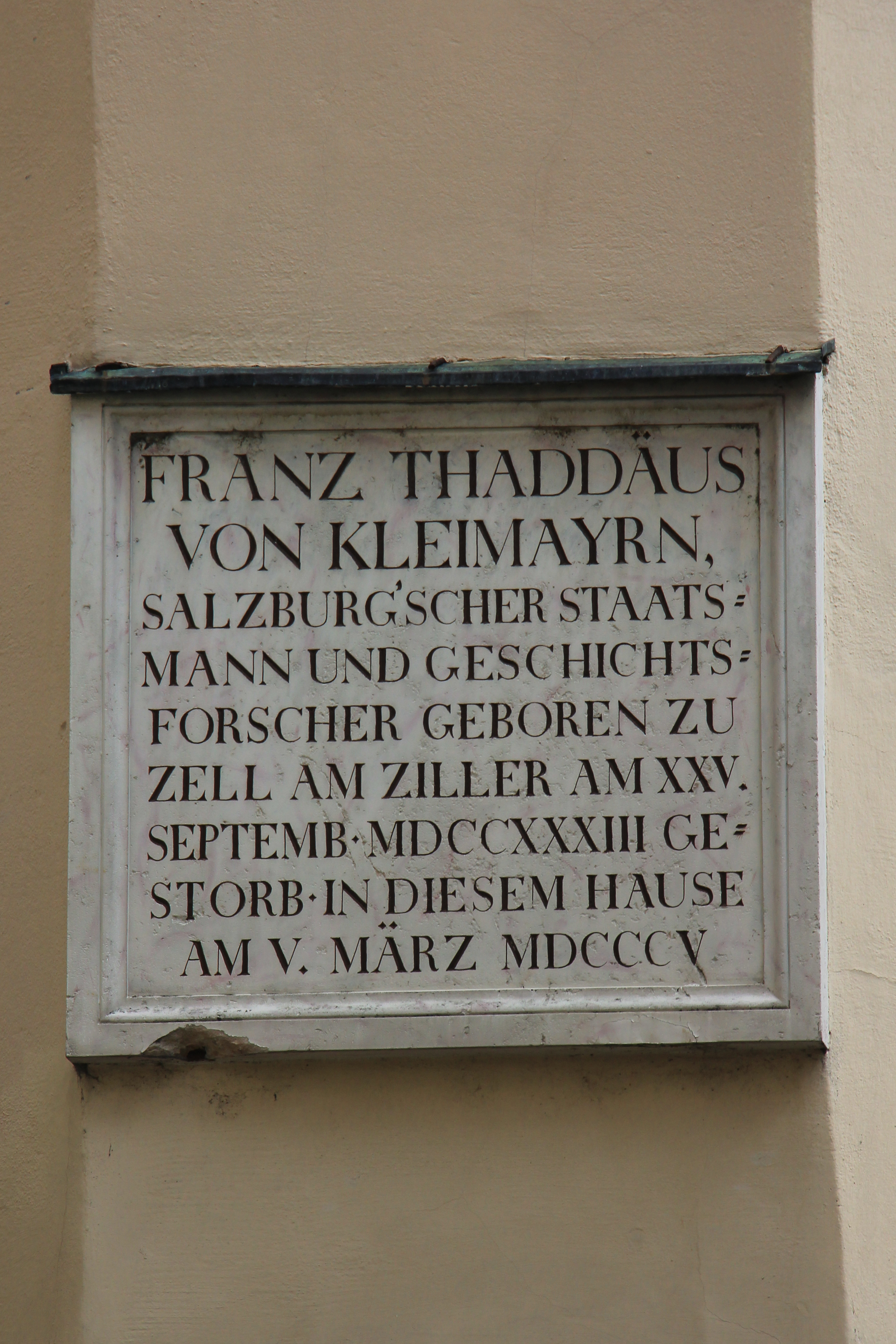
Gedenktafel am Sterbehaus in Salzburg

Kleimayrn stammte aus einem schwäbischen Geschlecht. Er war der älteste Sohn des Ferdinand Cajetan von Kleimayrn, salzburgischer Pfleger, Landrichter und Propst in Zell am Ziller. Bei ihm erhielt er seine frühe Bildung. Er besuchte anschließend ab 1740 das Salzburger Gymnasium und die Universität Salzburg. Er widmete sich in seinen Studien der Philosophie und der Rechtswissenschaft und wurde 1753 zum Doktor der Rechte promoviert. 
Kleimayrn ging er an das Reichskammergericht in Wetzlar. Er betrieb in dieser Zeit weitere Studien an der Universität Göttingen, wo er unter anderen bei den Professoren der Halleschen Schule Georg Ludwig Böhmer, Johann Stephan Pütter und Johann Jakob Schmauß Veranstaltungen hörte.
Nachdem Kleimayern nach Salzburg zurückgekehrt war, begann er eine schnelle und weitführende Karriere am Hof des Fürsterzbischofs von Salzburg. Er wurde 1756 zunächst Hofrat und Archivar, bekam 1758 zudem die Stellung als Hofbibliothekar. 1767 wurde er zum Geheimen Rat und zum Hofratprodirektor ernannt, 1772 dann zum Hofratdirektor. 1789 folgte seine Aufnahme in die Salzburger Landstände. 
In den Jahren von 1796 bis 1799 war Kleimayrn Hofkanzler des Fürsterzbistums Salzburg und nach der Flucht des Fürsterzbischof Colloredos dann Mitglied der sechsköpfigen Statthalterei von Salzburg.
Schließlich wurde Kleimayrn nach der Säkularisation Salzburgs zum Präsident der neuen Obersten Justizstelle für die Fürstentümer Eichstätt, Passau sowie Berchtesgaden und das Kurfürstentum Salzburg. Von 1804 bis zu seinem Tod war er außerdem Mitglied des kurfürstlichen Staatsrates von Salzburg. 
Heute erinnert eine Gedenktafel in Salzburg an der Ecke Sigmund-Haffner-Gasse/Churfürststraße an Kleimayrn. Er besaß eine große Machtfülle in Salzburg und konnte dadurch Verbesserungen in der Zivil- und Kriminalrechtspflege erwirken. Zudem besaß er ein Verhandlungstalent, sodass er Streitigkeiten mit den Nachbarstaaten für Salzburg gewinnen konnte, so zum Beispiel bei Streitigkeiten um Mühldorf am Inn oder um die Salzrechte. Daneben leistete er einen wichtigen Beitrag zur Salzburger Landesgeschichtsforschung.
Der Benediktinerpater, Professor an der Salzburger Universität und letzte Abt des Klosters Wessobrunn Johann Damascen von Kleimayrn war sein jüngerer Bruder.

## Werke (Auswahl)
- Best-gegründte Widerlegung der sogenannten Chur-Bayrl. Rechts-beständigen Beantwortung der Hochfürstlich Saltzburgischen Geschichtserzehlung als ein nochmaliger Beweisthum der in Betreff des Halleinischen Salzweesens..., Mayr, Salzburg 1761.
- Kurze Geschichte und aktenmäßige Anzeige, was dem Erzstift Salzburg auf erfolgten Todesfall Maximilians III. in Baiern – für Ansprüche und Forderungen ausstehen, Hof- und akademische Waisenhausbuchdruckerey, Salzburg 1779.
- Beurkundete Beiträge zur Geschichte und Prüfung des Vorzugs der Erzbischöfe von Salzburg vor dem Churfürsten zu Pfalz als Herzog von Baiern, Duyle, Salzburg 1788.
- Prüfung einer unlängst über den Vorrang der Churfürsten und Herzoge in Baiern vor den Erzbischöfen von Salzburg vorgelegten Druckschrift, 1792.